# 정성효
정성효(1963년 ~ )는 KBS 드라마본부의 선임 프로듀서이다. 

## 학력
- 도마초등학교
- 남해중학교
- 진주고등학교
- 서울대학교 정치외교학과 학사

## 경력
- KBS 드라마본부 PD
- KBS TV제작본부 드라마운영팀장
- KBS 드라마본부 편성기획팀장 (국장급)
- KBS 드라마본부 센터장 (본부장급)
- KBS 미디어 부사장

## 작품 활동
| 제작년도 | 방송 | 제목               | 역할         | 비고                    |
| -------- | ---- | ------------------ | ------------ | ----------------------- |
| 1996     | KBS2 | 머나먼 나라        | 연출         |                         |
| 2000     | KBS2 | 꼭지               | 연출         |                         |
| 2001     | KBS2 | 순정               | 연출         |                         |
| 2003     | KBS2 | 진주 목걸이        | 연출         |                         |
| 2004     | KBS2 | 풀하우스           | 편성 기획    | 김종식 국장과 공동 기획 |
| 2004     | KBS2 | 미안하다, 사랑한다 | 책임프로듀서 | 김종식 국장과 공동 기획 |
| 2006     | KBS1 | 열아홉 순정        | 연출         |                         |
| 2012     | KBS2 | 사랑비             | 책임프로듀서 | 곽기원 팀장과 공동 기획 |
| 2015     | KBS2 | 후아유 - 학교 2015 | 책임프로듀서 | 황의경 팀장과 공동 기획 |

## 참고 사항
- 본인의 연출작 중 하나였던 KBS 2TV 꼭지는 폭력성 짙은 묘사로, 방송위원회(현 방송통신심의위원회)로부터 징계 조치를 받았으며[1] 정성효 PD가 조연출로 참여한 작품 중의 하나인  KBS 2TV 장녹수에서 연산군 역으로 나온 유동근이 이방원 역을 맡았던 KBS 1TV 용의 눈물은 당초 장녹수 집필자 정하연 작가가 집필자로 낙점됐지만[2]  스스로 포기했는데 꼭지가 그랬던 것[3]처럼 비공영적인 방송태도(칼로 배를 찔러 관통시키는 등 가족시청시간대에 지나친 충격을 줌) 탓인지 방송위원회(현 방송통신심의위원회)로부터 '주의' 조치를 받았다.[4]